# 斯塔里察 (哈爾科夫州)
50°14′38″N 36°47′8″E / 50.24389°N 36.78556°E
斯塔里察（烏克蘭語：Стариця）是位於烏克蘭東部的村莊，由哈爾科夫州丘胡伊夫区的沃夫昌斯克市鎮負責管轄。該村始建於1775年，面積94.84平方公里，海拔高度145米，2024年人口10。
2024年5月18日，俄罗斯军队声称控制了斯塔里察。